# Aida Mohamed
Aida Gabriella Mohamed (Budapest, 12 de març de 1976) és una esportista hongaresa que va competir en esgrima, especialista en la modalitat de floret.
Va guanyar sis medalles al Campionat Mundial d'Esgrima entre els anys 1993 i 2007, i vuit medalles al Campionat d'Europa d'esgrima entre els anys 1992 i 2015.
Va participar en sis Jocs Olímpics d'Estiu, entre els anys 1996 i 2016, ocupant tres vegades el 4t lloc, a Atlanta 1996 (prova per equip), Atenes 2004 (individual) i Pequín 2008 (per equip) i el 6è a Sídney 2000 (per equip).